# Warburgia
Warburgia és un gènere de planta de la família Canellaceae descrita com a gènere el 1895. Va ser nomenat pel botànic alemany Otto Warburg. És originari de l'Àfrica oriental i del sud.
Les quatre espècies acceptades tenen usos medicinals. Es va informar que els extractes de Warburgia ugandensis mostren algunes propietats antipalúdiques en models animals.

## Espècies[3]
Warburgia elongata Verdc. - Hom pot trobar a Tanzània
Warburgia salutaris (Bertol.f.) Chiov. - Zimbàbue, Moçambic, Limpopo, Mpumalanga, KwaZulu-Natal.
Warburgia stuhlmannii Engl. - Tanzània, Kenya
Warburgia ugandensis Sprague - Uganda, Kenya, Tanzània, Zaire, Etiòpia fins a Malawi